# Mosquiter bru
El mosquiter bru (Phylloscopus umbrovirens) és una espècie d'ocell de la família dels fil·loscòpids (Phylloscopidae). Es troba a Burundi, República Democràtica del Congo, Djibouti, Eritrea, Etiòpia, Kenya, Ruanda, Aràbia Saudita, Somàlia, Sudan del Sud, Sudan, Tanzània, Uganda i el Iemen. Els seus hàbitats principals són els boscos tropicals i subtropicals de frondoses secs, els boscos tropicals i subtropicals de frondoses humits de l'estatge montà i els matollars tropicals i subtropicals d'altura. El seu estat de conservació es considera de risc mínim.